# جابرييل فيتزباترك
جابرييل فيتزباترك (بالإنجليزية: Gabrielle Fitzpatrick)‏ هي عارضة وممثلة أسترالية، ولدت في 1 فبراير 1967 ببريزبان في أستراليا.

## أعمال

### أفلام
- (1997) مستر نايس جاي[1]

### مسلسلات
- 24

## وصلات خارجية
- جابرييل فيتزباترك على موقع IMDb (الإنجليزية)
- جابرييل فيتزباترك على موقع روتن توميتوز (الإنجليزية)
- جابرييل فيتزباترك على موقع ألو سيني (الفرنسية)
- جابرييل فيتزباترك على موقع أول موفي (الإنجليزية)
- جابرييل فيتزباترك على موقع قاعدة بيانات الأفلام السويدية (السويدية)
- جابرييل فيتزباترك على موقع قاعدة بيانات الفيلم (الإنجليزية)
- جابرييل فيتزباترك على موقع كينوبويسك (الروسية)